# Harrison Salisbury
Harrison Evans Salisbury, född 14 november 1908 i Minneapolis, död 5 juli 1993 i Providence i Rhode Island, var en amerikansk journalist och författare. Han har bland annat skrivit böcker om London under blitzen, om Moskva under kalla kriget, om Leningrads belägring (De 900 dagarna) och om Hanoi under Vietnamkriget.